# Zlatá sobota
Zlatá sobota je hlavní pouť v jihomoravských Žarošicích, která se koná vždy druhou sobotu v měsíci září.
Celodenní program vrcholí slavením liturgie v 18 hodin na prostranství za kostelem sv. Anny a světelným průvodem se sochami Panny Marie po hlavní silnici, při kterém se zpívá píseň Před věky zvolená, Panno Maria. Básník Zdeněk Rotrekl označil světelný průvod s mariánskými sochami o Zlatých sobotách za „nejryzejší barokní fenomén současnosti“. Praxe v průběhu mariánské pouti v Žarošicích byla v roce 2020 z rozhodnutí Rady Jihomoravského kraje zapsána na Seznam nemateriálních statků Jihomoravského kraje a v roce 2021 na Seznam nemateriálních statků tradiční lidové kultury České republiky.

## Historie

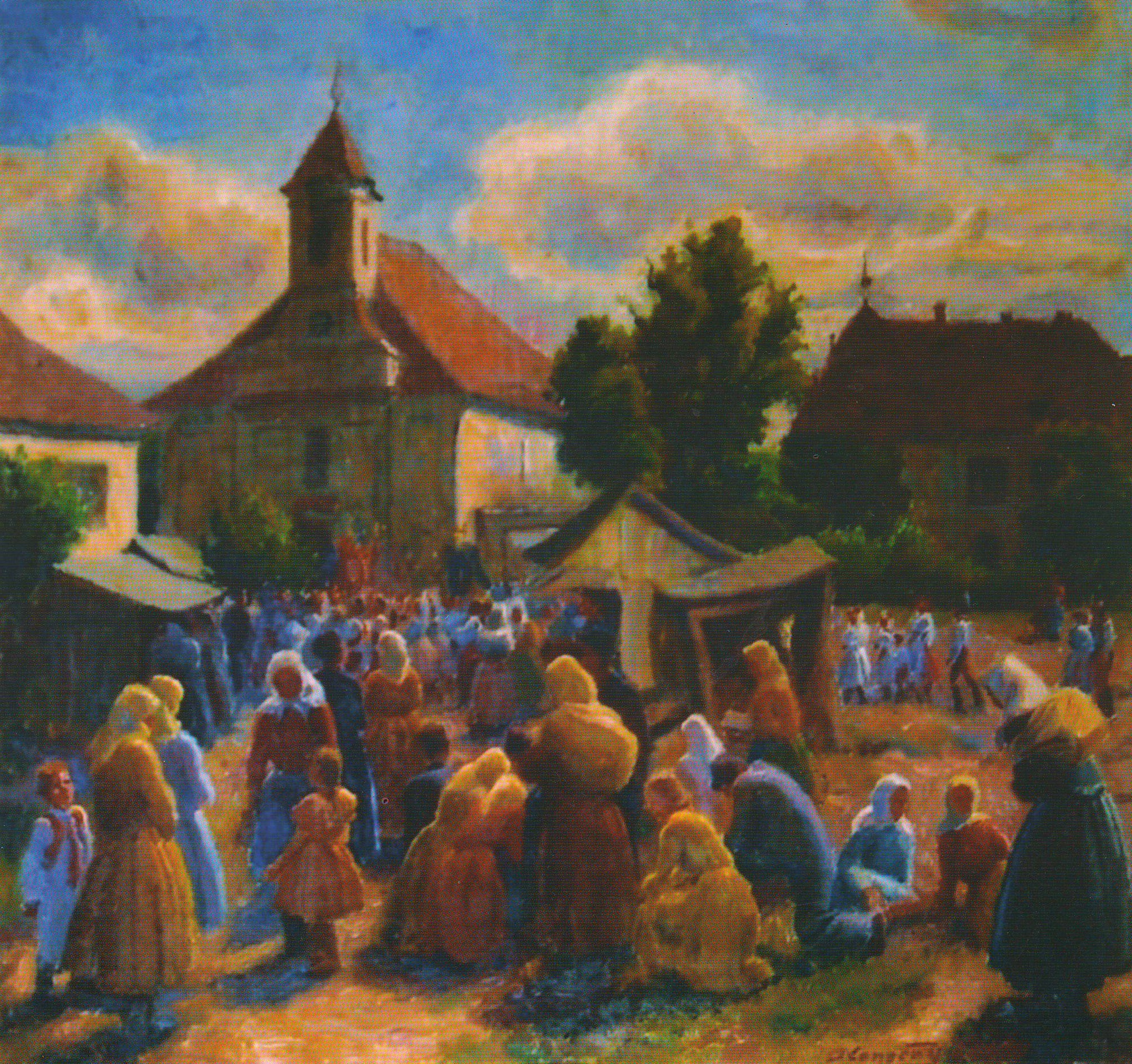
Josef Konečný: Zlatá sobota

V Žarošicích stávaly od nepaměti dva kostely: starší – poutní, zasvěcený Panně Marii; mladší – později farní, zasvěcený sv. Anně. Věhlas poutních Žarošic byl znám po celé Moravě. Dověděla se o něm i královna Eliška Rejčka. V roce 1322 koupila Žarošice pro klášter cisterciaček na Starém Brně, který právě zakládala. Brzy po založení v roce 1323 se objevila v poutním kostele nová, vzácná, vysoce umělecká socha Panny Marie, která nahradila starší obraz nebo sochu. Dne 18. března 1782 zrušil císař Josef II. klášter cisterciaček, v němž žilo třiašedesát sester, a tak Žarošice ztratily svou vrchnost. Další rok přistoupil k zakazování poutí. Dne 12. července 1783 vydal dekret, jímž rušil kaple, kde konaly bohoslužby střídavě s farním kostelem. Vládním oběžníkem z 21. dubna 1784 a 1. srpna 1785 zakázal poutě úplně. V důsledku císařských nařízení byl i kostel Panny Marie Ve Vinicích (Ad Beatam) uznán jako „zbytečný“ a brzy se začaly přípravy k jeho likvidaci. Jako každoročně přišli poutníci v sobotu po svátku Narození Panny Marie 11. září 1785 na svoji pouť do Žarošic. Avšak poutní kostel byl uzavřen a na něm vyhláška se zákazem poutí. Lid si však věděl rady. Farní kostel svaté Anny v Žarošicích zrušen nebyl, v něm se bohoslužby mohly konat. Proto vnikl do kostela Panny Marie, dal milostnou sochu na nosítka, zapálil svíce a kolem osmé hodiny večerní ve slavném průvodu za zpěvu písně „Před věky zvolena, Panno Maria“ ji přenesl do Žarošic. Pravděpodobná cesta průvodu byla kolem „Póstky“ údolím od Zdravé Vody do Žarošic. Dle lidové tradice dal světelný průvod pouti název „Zlatá sobota“. Cisterciáci však termín „Zlatá sobota“ používali dávno před rokem 1785. Poutníci přicházeli i přes císařský zákaz poutí dále. V roce 1910 připutovalo 172 procesí z Moravy, Slovenska a Rakouska. Poutníci přicházejí ke Staré Matce Boží Žarošské, Divotvůrkyni Moravy i na začátku 21. století. V roce 2018 bylo v průvodu neseno 35 mariánských soch. Žarošickou pouť namaloval akademický malíř Josef Konečný (1909–1989) a malíř Joža Úprka.

## Program
Zlatá sobota
- 7.00 Mše svatá
- 11.00 Mše svatá ve slovenštině
- 13.00 Žehnání pramene ve Zdravé vodě a průvod do Žarošic
- 14.30 Modlitba růžence
- 15.00 Korunka Božího milosrdenství
- 15.15 Křížová cesta
- 16.00 Mše svatá
- 17.15 Poklona Panně Marii
- 18.00 Hlavní mše svatá, průvod s mariánskými sochami a svátostné požehnání
- Po skončení v kostele mše svatá ve slovenštině, na prostranství Setkání mládeže
- 22.00 V kostele mariánská pobožnost s barokními písněmi ze zpěvníku Radostná cesta k Staré Matce Boží Žarošské (Brno: Obecná tiskárna, 1942; reedice Brno: Dědictví Svatováclavské s.r.o., 2013)
- 24.00 Půlnoční mše svatá - venku slovenská, v kostele česká (kostel otevřen celou noc)

Neděle
- 6.00 Zpívané mariánské ranní chvály
- 7.00 Mše svatá
- 8.30 Mše svatá za farníky
- 10.00 Mše svatá za poutníky z Šardic
- 11.15 Mše svatá za poutníky z Brumovic
- 14.30 Mariánské zpívané litanie a svátostné požehnání

## Před věky zvolená, Panno Maria
Píseň Před věky zvolená, Panno Maria je hymnou žarošické Zlaté soboty. Zpívá se při světelném průvodu mariánských soch nesených krojovanou mládeží. Melodie je uvedena ve zpěvnících Radostná cesta k Staré Matce Boží Žarošské: Starodávná baroková pouť (Brno 1942, 2013) Antonína Kolka a Salve Regina: poutnický kancionál pro poutě a laické pobožnosti (Brno 1992, 2015) Františka Malého. Nahrávka Před věky zvolená, Panno Maria vyšla na hudebním nosiči (kazetě) Pouť & Vánoce v Žarošicích (Praha: Antiphona, 1996). V roce 2018 tuto píseň instrumentoval pro 5 žesťových nástrojů hudební skladatel Zdeněk Pololáník. O popularizaci písně Před věky zvolená, Panno Maria se zasloužil koncertní varhaník David Postránecký, který na ni improvizuje při koncertních vystoupeních; skladatelsky ji zpracoval v opusu Preludium na starou poutní píseň (Brno 2012).